# Kabupaten de Nagan Raya
Le kabupaten de Nagan Raya est un kabupaten de la province d'Aceh, située à la pointe ouest de l'île de Sumatra.
En 2023, sa population était de 176 461 habitants.